# Federación Española de Actividades Subacuáticas
La Federación Española de Actividades Subacuáticas es la máxima autoridad deportiva española en el ámbito de los deportes subacuáticos. Como federación nacional, agrupa a las federaciones autonómicas de todo el país. Por ello mismo realiza todas sus labores y documentación en el idioma oficial del estado: el castellano o español; así como en los idiomas cooficiales en las respectivas comunidades autónomas: gallego, vasco y catalán. Es miembro con derecho a voto de la Confederación Mundial de Actividades Subacuáticas (C.M.A.S.).

## Historia
Visto el gran incremento que las actividades subacuáticas tanto en su aspecto de pesca submarina como inmersión con escafandra autónoma adquiría en España, que se traducía en un gran incremento de clubs, la Delegación Nacional de Educación Física y Deportes, organismo oficial que regía el Deporte en España, ordenó en 1947 la constitución de "El Comité de Actividades Subacuáticas", el cual fue integrado dentro de la Federación Española de Pesca, tomando este el nombre de Federación Española de Pesca y Actividades Subacuáticas.
En 1959 se fundó la C.M.A.S. y el entonces Comité de Actividades Subacuáticas junto con otras Federaciones Nacionales participó en la creación de dicho organismo Internacional. 
En marzo de 1967, y debido a la extraordinaria importancia alcanzada por las actividades subacuáticas en España, el Comité antes indicado, se independizó, por orden superior, de la Federación de Pesca, tomando el nombre de Federación Española de Actividades Subacuáticas (F.E.D.A.S.) y es hoy día el organismo privado, delegado por el CSD, que rige las competiciones relativas a Pesca Submarina, Buceo Deportivo, Natación con Aletas, Orientación Subacuática, Imagen Subacuática, Hockeysub, Rugby Subacuático y Buceo de competición en España.
El primer club español (y del mundo) exclusivo de pesca submarina fue fundado en 1946, el A.P.S, Asociación de Pesca Submarina de Barcelona.
En cuanto al Buceo Deportivo, España se impuso organizando numerosas Escuelas de Buceo con escafandra autónoma y desarrollando de forma espectacular la investigación arqueológica submarina.
El primer club español de inmersión autónoma fue fundado en 1952, (C.R.I.S.) de Barcelona, y desde entonces ha aumentado extraordinariamente el número de Clubs y Centros en nuestro país. 
Además de la Pesca Submarina y el Buceo Deportivo, otras actividades como la Natación con Aletas y la Orientación Subacuática, llevan muchos años participando también en competiciones internacionales. También la Imagen Subacuática, ha tenido sus grandes logros, deportistas como Xavier Safont, Carlos Minguell, Carles Virgili o José Luis González, entre otros, han alcanzado los podios más altos de los campeonatos mundiales de Fotografía Subacuática.
Otros deportes creados hace pocos años como el Hockey Subacuático, el Rugby Subacuático o las competiciones de Buceo Deportivo, están empezando a dar sus frutos a nivel internacional.

## Organización
La Federación Española de Actividades Subacuáticas se organiza actualmente en nueve comités deportivos y tres departamentos, son los siguientes:
- Comités deportivos:
  - Apnea.
  - Caza foto apnea.
  - Buceo competición.
  - Hockey subacuático.
  - Foto y Vídeo Submarino.
  - Natación con aletas.
  - Orientación subacuática.
  - Pesca submarina.
  - Rugby subacuático.

- Departamentos:
  - Jueces y árbitros.
  - Comité Médico.
  - Buceo Científico.

## Federaciones autonómicas
Cada comunidad autónoma (ciudad autónoma en el caso de Ceuta y Melilla) tiene su propia federación, que tiene un funcionamiento independiente desde el punto de vista administrativo y de organización de competiciones. Aunque deben de ceñirse a la normativa estatal que desde la Federación Española se establezca. Las federaciones autonómicas son:
- Federaciones
  - Andalucía.
  - Aragón.
  - Baleares.
  - Canarias.
  - Cantabria.
  - Castilla y León.
  - Castilla-La Mancha.
  - Cataluña.
  - Comunidad Valenciana.
  - Ceuta.
  - Extremadura.
  - Galicia.
  - Comunidad de Madrid.
  - Melilla.
  - Navarra.
  - Principado de Asturias.
  - Región de Murcia.
  - País Vasco.

- Delegaciones
  - La Rioja